# Ivan Toney
Ivan Benjamin Elijah Toney (Northampton, 16 marzo 1996) è un calciatore inglese, attaccante dell'Al-Ahli e della nazionale inglese, con cui è stato vicecampione d'Europa nel 2024.

## Caratteristiche tecniche
Gioca nella posizione di punta centrale, si affida al destro (il suo piede forte) in fase di tiro tramite il quale si accentra in cerca della conclusione. È noto per essere un eccellente rigorista: in tutta la sua carriera, ha fallito un solo calcio di rigore su ventisette battuti.
Si tratta di un vero numero nove: forte fisicamente, segna in ogni modo e con una buona tecnica di base.

## Carriera

### Club

#### Northampton Town e Newcastle
Il 13 novembre 2012 debutta nella squadra del Northampton Town (club della Football League Two, la quarta divisione calcistica inglese) in una partita della FA Cup contro il Bradford City pareggiando per 3-3 ai tempi supplementari e perdendo per 4-2 ai calci di rigore. Segna per la prima volta contro il Dagenham dove Toney è autore di una doppietta vincendo per 3-0, segna una rete anche nella partita successiva sconfiggendo per 3-1 l'Oxford United. Nell'edizione 2014-2015 del campionato segna la rete del 1-0 battendo il Morecambe, sigla il gol del 3-0 vincendo contro lo York City, segna un'altra rete nella vittoria per 2-0 contro il Cheltenham Town, inoltre mette a segno una doppietta nella sconfitta per 5-4 contro l'Accrington Stanley.
Dopo tre stagioni in maglia amaranto, viene acquistato dal Newcastle nel 2015, esordendo per la prima volta in Premier League, la prima divisione inglese, entrando in campo nei minuti finali nei pareggi contro il Chelsea (2-2) e contro il Manchester United (3-3).

#### Barnsley e Shrewsbury Town
Negli anni seguenti viene girato in prestito a diverse squadre inglesi militanti in Football League One: la prima è il Barnsley, segna un gol contro il Wigan nel pareggio per 2-2, ottenendo una vittoria per 4-2 ai calci di rigore dove Toney è il secondo giocatore della squadra a calciare dal dischetto. Vince il Football League Trophy dove mette a segno una sola rete, contro il Colchester United ottenendo una vittoria per 3-2. Successivamente gioca con la squadra del Shrewsbury, nel campionato segna sei reti, l'unica vittoria dove Toney ha siglato un gol è stata contro il l'Oldham Athletic con un risultato di 3-2.

#### Scunthorpe e Wigan
Nel 2017 gioca con lo Scunthorpe, segna una rete sconfiggendo il Port Vale per 3-2, con il suo gol decide la vittoria su 1-0 contro il MK Dons, inoltre segna una doppietta prima battendo per 3-1 il Chesterfield e poi imponendosi per 3-2 contro il Bradford City. Milita per un breve periodo nel Wigan, con un gol a un assist vincente permette alla squadra di battere per 2-0 l'Oldham Athletic, segna la rete del 3-0 sconfiggendo il Southend United, inoltre in un minuto dal suo ingresso in campo è autore del gol del 4-0 vincendo contro il Wimbledon.
Torna poi a giocare con il Scunthorpe, segna una rete sia contro il Plymouth Argyle che contro il MK Dons vincendo entrambe le partite per 2-0, il suo gol consente di conquistare la vittoria per 1-0 battendo il Charlton, con un calcio di punizione segna la rete del 3-2 sconfiggendo il Fleetwood Town, inoltre segna un gol nelle partire che si sono concluse con un pareggio per 1-1 contro il Rochdale e l'Oxford United.

#### Peterborough Utd
Inizia a giocare con il Peterborough Utd, nella stagione 2018-2019 segna sedici gol, è autore della rete del 3-2 battendo il Southend United, realizza un gol contro il Gillingham ottenendo una vittoria per 4-2, segna la rete del 1-0 vincendo contro l'Oxford United, riesce a segnare una doppietta prima sconfiggendo per 3-2 il Portsmouth e poi battendo per 3-1 il Burton Albion, riesce a realizzare una tripletta contro l'Accrington Stanley vincendo per 4-0.
Riesce a segnare ventiquattro reti nella stagione successiva: segna il gol del 1-0 battendo il Bolton, realizza una rete contro il Rotherham United vincendo per 2-1, riesce a segnare un gol sia contro il MK Dons che contro l'Accrington Stanley vincendo entrambi i match per 4-0, sigla una tripletta contro il Rochdale vincendo per 6-0, inoltre nelle vittorie per 4-0 contro il l'Oxford United e il Southend United segna una doppietta in entrambe le partite, ottenendo il titolo di capocannoniere del torneo.

#### Brentford
Nel 2020 viene acquistato dal Brentford, giocando nella Football League Championship e laureandosi anche capocannoniere dell'edizione 2020-2021, segna un gol battendo per 3-1 sia il Nottingham Forest che il Bristol City, sigla una rete anche nel successo per 3-0 contro il Luton Town, con un rigore segna il gol del 2-0 sconfiggendo il Watford, è inoltre autore della rete del 1-0 battendo il Barnsley, inoltre segna una doppietta nelle vittorie contro il Coventry City (2-0), il Sheffield Wednesday (2-1) e il Middlesbrough Football Club (4-1) oltre che nella sconfitta contro il Preston (4-2), realizza una tripletta vincendo per 7-2 contro il Wycombe Wanderers, in tutto segna trentatre gol, l'ultima nella partia conclusiva vinta per 2-0 ai danni del Swansea City.
Il Brentford ottiene la promozione in Premier League, la prima divisione, Toney al suo esordio in campionato arriva già in doppia cifra in termini di gol avendone segnati dodici, realizza la rete del 1-0 battendo l'Everton, la sua doppietta consente alla squadra di battere per 2-0 il Burnley, segna una tripletta che permette al Brentford di sconfiggere per 3-1 il Norwich, inoltre riesce a realizzare in gol sia contro il Wolverhampton che contro il West Ham vincendo entrambe le partite per 2-0.
Nell'edizione 2022-2023 della Premier League arriva a segnare venti gol, riesce a mettere a segno una rete contro il West Ham, il Bournemouth e il Southampton, vincendo tutte e tre le partite con il risultato di 2-0, è autore di una doppietta battendo per 2-0 il Brighton & Hove, sigla una tripletta sconfiggendo per 5-2 il Leeds United, inoltre riesce a segnare un gol anche contro il Fulham vincendo per 3-2, durante la stagione il Brentford è stata l'unica squadra che ha battuto per due volte il Manchester City (vincitrice dell'edizione) la prima partita tenutasi il 12 novembre 2022 vede il Brentford trionfare per 2-1 grazie alla doppietta di Toney. Il 17 maggio 2023, Toney viene squalificato per otto mesi dalla federazione inglese, a causa di ripetute violazioni delle regole legate alle scommesse su eventi sportivi per i calciatori professionisti. Il 20 gennaio 2024, al rientro ufficiale dalla squalifica, segna un gol nel successo per 3-2 in campionato sul Nottingham Forest.

#### Al-Ahli
Il 31 agosto 2024 viene ufficializzato il suo trasferimento a titolo definitivo all'Al-Ahli, squadra della Saudi Professional League, con cui sottoscrive un contratto triennale.

### Nazionale
Il 26 marzo 2023 fa il suo esordio con la nazionale inglese, nella partita vinta per 2-0 contro l'Ucraina allo stadio di Wembley. Un anno esatto dopo realizza la sua prima rete per la massima selezione inglese nell'amichevole pareggiata 2-2 contro il Belgio. Convocato per gli Europei 2024, agli ottavi di finale, all'inizio dei tempi supplementari, Toney serve a Harry Kane l'assist con cui quest'ultimo segna la rete del 2-1 battendo la Slovacchia, ai quarti di finale entra in campo nel secondo tempo supplementare contro la Svizzera nel pareggio per 1-1, partita che l'Inghilterra vince per 5-3 ai calci di rigore, nei quali Toney va a segno.

## Statistiche

### Presenze e reti nei club
Statistiche aggiornate al 28 febbraio 2025.
| Stagione                   | Squadra                    | Campionato                 | Campionato | Campionato | Coppe nazionali | Coppe nazionali | Coppe nazionali | Coppe continentali | Coppe continentali | Coppe continentali | Altre coppe | Altre coppe | Altre coppe | Totale | Totale |
| Stagione                   | Squadra                    | Comp                       | Pres       | Reti       | Comp            | Pres            | Reti            | Comp               | Pres               | Reti               | Comp        | Pres        | Reti        | Pres   | Reti   |
| -------------------------- | -------------------------- | -------------------------- | ---------- | ---------- | --------------- | --------------- | --------------- | ------------------ | ------------------ | ------------------ | ----------- | ----------- | ----------- | ------ | ------ |
| 2012-2013                  | Northampton Town           | FL2                        | 0          | 0          | FACup+CdL       | 1+0             | 0+0             | -                  | -                  | -                  | FLT         | 0           | 0           | 1      | 0      |
| 2013-2014                  | Northampton Town           | FL2                        | 13         | 3          | FACup+CdL       | 0+1             | 0+0             | -                  | -                  | -                  | FLT         | 1           | 0           | 15     | 3      |
| 2014-2015                  | Northampton Town           | FL2                        | 40         | 8          | FACup+CdL       | 2+1             | 1+1             | -                  | -                  | -                  | FLT         | 1           | 0           | 44     | 10     |
| Totale Northampton Town    | Totale Northampton Town    | Totale Northampton Town    | 53         | 11         |                 | 5               | 2               |                    | 0                  | 0                  |             | 2           | 0           | 60     | 13     |
| 2015-gen.2016              | Newcastle United           | PL                         | 2          | 0          | FACup+CdL       | 0+2             | 0+0             | -                  | -                  | -                  | -           | -           | -           | 4      | 0      |
| gen.-giu. 2016             | Barnsley                   | FL1                        | 15+3       | 1+0        | FACup+CdL       | 0+0             | 0+0             | -                  | -                  | -                  | FLT         | 3           | 1           | 21     | 2      |
| 2016-gen. 2017             | Shrewsbury Town            | FL1                        | 19         | 6          | FACup+CdL       | 3+2             | 0+0             | -                  | -                  | -                  | FLT         | 2           | 1           | 26     | 7      |
| gen.-giu. 2017             | Scunthorpe United          | FL1                        | 15+2       | 6+1        | FACup+CdL       | 0+0             | 0+0             | -                  | -                  | -                  | FLT         | 0           | 0           | 17     | 7      |
| 2017-gen. 2018             | Wigan Athletic             | FL1                        | 24         | 4          | FACup+CdL       | 4+0             | 2+0             | -                  | -                  | -                  | FLT         | 0           | 0           | 28     | 6      |
| gen.-giu. 2018             | Scunthorpe United          | FL1                        | 16+2       | 8+0        | FACup+CdL       | 0+0             | 0+0             | -                  | -                  | -                  | FLT         | 0           | 0           | 18     | 8      |
| Totale Scunthorpe United   | Totale Scunthorpe United   | Totale Scunthorpe United   | 35         | 15         |                 | 0               | 0               |                    | 0                  | 0                  |             | 0           | 0           | 35     | 15     |
| 2018-2019                  | Peterborough United        | FL1                        | 44         | 16         | FACup+CdL       | 4+1             | 4+0             | -                  | -                  | -                  | FLT         | 6           | 3           | 55     | 23     |
| 2019-2020                  | Peterborough United        | FL1                        | 32         | 24         | FACup+CdL       | 4+1             | 2+0             | -                  | -                  | -                  | FLT         | 2           | 0           | 39     | 26     |
| Totale Peterborough United | Totale Peterborough United | Totale Peterborough United | 76         | 40         |                 | 10              | 6               |                    | 0                  | 0                  |             | 8           | 3           | 94     | 49     |
| 2020-2021                  | Brentford                  | FLC                        | 45+3       | 31+2       | FACup+CdL       | 0+4             | 0+0             | -                  | -                  | -                  | -           | -           | -           | 52     | 33     |
| 2021-2022                  | Brentford                  | PL                         | 33         | 12         | FACup+CdL       | 2+2             | 1+1             | -                  | -                  | -                  | -           | -           | -           | 37     | 14     |
| 2022-2023                  | Brentford                  | PL                         | 33         | 20         | FACup+CdL       | 0+2             | 0+1             | -                  | -                  | -                  | -           | -           | -           | 35     | 21     |
| 2023-2024                  | Brentford                  | PL                         | 17         | 4          | FACup+CdL       | 0+0             | 0+0             | -                  | -                  | -                  | -           | -           | -           | 17     | 4      |
| Totale Brentford           | Totale Brentford           | Totale Brentford           | 131        | 69         |                 | 10              | 3               |                    | 0                  | 0                  |             | 0           | 0           | 141    | 72     |
| 2024-2025                  | Al-Ahli                    | SPL                        | 30         | 23         | KCC             | 1               | 1               | ACL                | 13                 | 6                  | -           | -           | -           | 44     | 30     |
| Totale carriera            | Totale carriera            | Totale carriera            | 383        | 164        |                 | 37              | 14              |                    | 13                 | 6                  |             | 15          | 5           | 448    | 190    |

### Cronologia presenze e reti in nazionale
| Cronologia completa delle presenze e delle reti in nazionale ― Inghilterra | Cronologia completa delle presenze e delle reti in nazionale ― Inghilterra | Cronologia completa delle presenze e delle reti in nazionale ― Inghilterra | Cronologia completa delle presenze e delle reti in nazionale ― Inghilterra | Cronologia completa delle presenze e delle reti in nazionale ― Inghilterra | Cronologia completa delle presenze e delle reti in nazionale ― Inghilterra | Cronologia completa delle presenze e delle reti in nazionale ― Inghilterra | Cronologia completa delle presenze e delle reti in nazionale ― Inghilterra |
| Data                                                                       | Città                                                                      | In casa                                                                    | Risultato                                                                  | Ospiti                                                                     | Competizione                                                               | Reti                                                                       | Note                                                                       |
| -------------------------------------------------------------------------- | -------------------------------------------------------------------------- | -------------------------------------------------------------------------- | -------------------------------------------------------------------------- | -------------------------------------------------------------------------- | -------------------------------------------------------------------------- | -------------------------------------------------------------------------- | -------------------------------------------------------------------------- |
| 26-3-2023                                                                  | Londra                                                                     | Inghilterra                                                                | 2 – 0                                                                      | Ucraina                                                                    | Qual. Euro 2024                                                            | -                                                                          | 81’                                                                        |
| 26-3-2024                                                                  | Londra                                                                     | Inghilterra                                                                | 2 – 2                                                                      | Belgio                                                                     | Amichevole                                                                 | 1                                                                          | 80’                                                                        |
| 7-6-2024                                                                   | Londra                                                                     | Inghilterra                                                                | 0 – 1                                                                      | Islanda                                                                    | Amichevole                                                                 | -                                                                          | 64’                                                                        |
| 30-6-2024                                                                  | Gelsenkirchen                                                              | Inghilterra                                                                | 2 – 1 dts                                                                  | Slovacchia                                                                 | Euro 2024 - Ottavi di finale                                               | -                                                                          | 90+4’                                                                      |
| 6-7-2024                                                                   | Düsseldorf                                                                 | Inghilterra                                                                | 1 – 1 dts (5 - 3 dtr)                                                      | Svizzera                                                                   | Euro 2024 - Quarti di finale                                               | -                                                                          | 109’                                                                       |
| 14-7-2024                                                                  | Berlino                                                                    | Spagna                                                                     | 2 – 1                                                                      | Inghilterra                                                                | Euro 2024 - Finale                                                         | -                                                                          | 89’                                                                        |
| 10-6-2025                                                                  | West Bridgford                                                             | Inghilterra                                                                | 1 – 3                                                                      | Senegal                                                                    | Amichevole                                                                 | -                                                                          | 88’                                                                        |
| Totale                                                                     |                                                                            | Presenze                                                                   | 7                                                                          |                                                                            | Reti                                                                       | 1                                                                          |                                                                            |

## Palmarès

### Club

#### Competizioni nazionali
- Football League Trophy: 1

Barnsley: 2015-2016

#### Competizioni internazionali
- AFC Champions League Elite: 1

Al-Ahli: 2024-2025

### Individuale
- Capocannoniere della Football League One: 1

2019-2020 (24 gol)
- Capocannoniere della Football League Championship: 1

2020-2021 (31 gol)